# Akoeman
Akoeman ist eine Gemeinde im Département Nyong-et-So’o in der Region Centre in Kamerun.

## Geografie
Akoeman liegt im Südwesten Kameruns, etwa 50 Kilometer südlich der Hauptstadt Yaoundé.

## Verkehr
Akoeman liegt an einer namenlosen Straße, die von der Nationalstraße N2 zur N9 führt.